# Giovanni Amendola
Pour les articles homonymes, voir Amendola.
Giovanni Battista Amendola (né le 15 avril 1882 à Naples en Campanie et mort le 7 avril 1926 à Cannes dans les Alpes-Maritimes, en France) est un homme politique italien, opposant au fascisme.

## Biographie
Giovanni Amendola obtient un diplôme en philosophie. Dès 1900, il collabore à plusieurs revues parmi lesquelles La Capitale d'Eduardo Arbib (à l'âge de 17 ans), Il Leonardo de Giovanni Papini et La voce de Giuseppe Prezzolini. Par la suite, il obtient la chaire de philosophie théorétique (it) de l'université de Pise.
Entre 1900 et 1905 il est membre de la loge Dio e Popolo de la Société théosophique, dirigée par Isabel Cooper-Oakley (en), et le 24 mai 1905 il est initié en Franc-Maçonnerie dans la loge Gian Domenico Romagnosi, du Grand Orient d'Italie.
Le 25 janvier 1906 il épouse religieusement en l'Église évangélique vaudoise et le 7 février civilement Eva Oscarovna Kühn (it), une intellectuelle russe d'origine germano-balte, avec laquelle il aura quatre enfants: Giorgio (1907-1980), Adelaide (1910-1980), Antonio (1916-1953) e Pietro (1918-2007).
Attiré par la politique, il est élu par trois fois député dans le collège de Salerne. Au cours de années 1910, il adhère au mouvement libéral italien, mais il est opposé aux idées de Giovanni Giolitti. Il participe en raison de sa position irrédentiste à la Première Guerre mondiale et obtient le grade de capitaine ainsi que la médaille de la valeur militaire. À la fin du conflit, il mène une activité de journaliste, prend la direction du Resto del Carlino tout en étant correspondant du Corriere della Sera et du New York Herald. Il est nommé ministre de Francesco Saverio Nitti alors président du Conseil. En 1922, il est un des fondateurs du journal Il Mondo qui diffuse des idées libérales et démocratiques. Il devient ministre des Colonies dans le gouvernement de Luigi Facta, gouvernement qui précède l'arrivée au pouvoir de Benito Mussolini.
En 1924, il est candidat à la présidence du conseil d'une coalition libérale. Nettement battu, notamment en raison de la mise en place de la nouvelle loi électorale dite loi Acerbo qu'il conteste, il continue son combat démocratique dans les colonnes d'Il Mondo, et c'est dans ses colonnes qu'est employé pour la première fois le terme totalitarisme. Après l'assassinat du député socialiste Giacomo Matteotti par les fascistes, il devient le chef de l'opposition démocrate-libérale et prend part activement à l'acte de protestation des membres du parlement italien. Franc-maçon (dignitaire du Rite écossais ancien et accepté), membre de la Société théosophique, il n'en n'assiste pas moins ouvertement aux obsèques du jeune Pier Giorgio Frassati, jeune catholique militant mort prématurément en 1925, dont la famille bourgeoise est notoirement opposé au fascisme.
Ses positions résolument antifascistes lui valent une série d'agressions. Dernier et tragique épisode de ces intimidations contre son fils Giorgio, la rédaction d'Il Mondo et lui-même, il est gravement blessé à Rome par un groupe de squadristi et meurt à Cannes à l'issue d'une longue agonie.
Son fils Giorgio Amendola est un homme politique et un écrivain, membre du Parti communiste italien. Les journalistes italiens ont donné le nom de Giovanni Amendola à leur institut de prévoyance (INPGI « Giovanni Amendola »).

## Distinctions honorifiques
- Médaille de bronze pour la valeur militaire
Officier de liaison d'une grande unité, sous un bombardement ennemi intense, il a porté des ordres et des avertissements jusqu'à la ligne de front, en s'exposant hardiment. Insouciant du danger, il voulait aussi se rendre à un poste avancé pour mieux voir les dégâts causés aux ouvrages de défense de l'ennemi par nos tirs destructeurs.
Panorvitze, 13 mai 1917
 - Chevalier de Grand-croix décoré du Grand Cordon de l'Ordre colonial de l'Étoile d'Italie
Arrêté royal du 1er juin 1922

## Publications
- (it) Giovanni Amendola, Il convegno nazionalista, « La Voce », 1er décembre 1910.
- (it) Giovanni Amendola, In difesa dell'Italia liberale - Scritti e discorsi politici (1910-1925), a cura di Antonio Carioti. Liberal.
- (it) Giovanni Amendola, L'Aventino contro il fascismo. Scritti politici (1924-1926), a cura di Sabato Visco, Milano-Napoli, Ricciardi, 1976.
- (it) Giovanni Amendola, La crisi dello stato liberale - Scritti politici dalla guerra di Libia all'opposizione al fascismo, a cura di Elio D'Auria – présentation de Renzo De Felice, Rome, Newton Compton, 1974.